# ASPAC BBC
Der Association Sportive du Port Autonome de Cotonou Basketball Club (kurz ASPAC BBC) ist ein Basketballverein aus Cotonou im westafrikanischen Staat Benin.

## Geschichte
Der Club ist Gründungsmitglied der im März 2021 ins Leben gerufenen professionellen Basketballliga Ligue Pro de Basket-ball und trat als eines von zehn Herren- und eines der beiden Damenteams an. In beiden Wettbewerben wurde ASPAC BBC Meister der Premierensaison. Zu Beginn der dritten Saison legten die Teams gemeinsam mit den beiden von Énergie BBC sowie dem Damenteam von Renaissance BBC einen Streik ein, da sie alle Heim- und Auswärtsspiele im Centre Communautaire „Eya“ in Cotonou, der Heimanlage von Elan Coton BBC (Meister 2022), absolvieren sollten und die eigenen Anlagen in der Planung der Liga nicht berücksichtigt waren. In der Folge wurden alle fünf Teams für zwei Jahre von den Wettbewerben der Profiliga ausgeschlossen.
In früheren Ausspielungen der Meisterschaft setzte sich die Herrenabteilung von ASPAC BBC zudem mindestens 2009 und 2010 als Sieger durch. Ende 2019 nahmen die Herren an der Qualifikation zur Basketball Africa League teil, konnten sich in der Division West in den Spielen der Gruppe B aber nicht für die KO-Phase qualifizieren.

## Erfolge
Herren
- Beninischer Meister: 2009, 2010, 2021

Damen
- Beninischer Meister: 2021